# Frédéric Havas
Pour les articles homonymes, voir Havas (homonymie).

Frédéric Havas est un joueur français de volley-ball né le 17 mai 1973 à Kaolack (Sénégal). Il mesure 1,95 m et joue attaquant. Il totalise 138 sélections en équipe de France. Il est actuellement consultant sportif sur Ma Chaîne Sport.

## Clubs

### Joueur
| Club                  | Pays    | De        | À         |
| --------------------- | ------- | --------- | --------- |
| Avignon VB            | France  | 1992-1993 | 1992-1993 |
| Arago de Sète         | France  | 1993-1994 | 1994-1995 |
| Nice VB               | France  | 1995-1996 | 1996-1997 |
| Tours VB              | France  | 1997-1998 | 1997-1998 |
| Tourcoing LM          | France  | 1998-1999 | 1998-1999 |
| Arago de Sète         | France  | 1999-2000 | 2004-2005 |
| Université de Grenade | Espagne | 2005-2006 | 2005-2006 |
| Montpellier UC joker  | France  | 2005-2006 | 2005-2006 |
| Numancia Soria        | Espagne | 2006-2007 | 2006-2007 |
| Paris Volley          | France  | 2007-2008 | 2007-2008 |

### Entraîneur
| Club                    | Pays   | De        | À         |
| ----------------------- | ------ | --------- | --------- |
| Marseille Volley 13     | France | 2008-2009 | 2008-2009 |
| Saint-Cloud Volley      | France | 2011-2012 | 2017-2018 |
| Levallois Sporting Club | France | 2018-2019 | 2022-2023 |
| Béziers volley          | France | 2024-2025 |           |

## Palmarès
- Coupe d'Espagne
  - Finaliste : 2007
- Coupe de France
  - Finaliste : 1999, 2002
- Championnat de France (1)
  - Vainqueur : 2008
  - Finaliste : 2005

## Palmarès Entraîneur
- Championnat de France Élite (1) :
  - Vainqueur : 2022
- Championnat de France N2F (1)
  - Vainqueur : 2019